# مجید اسماعیلی
مجید اسماعیلی (زادهٔ ۱۵ مهر ۱۳۵۹) کارگردان، فیلم‌نامه‌نویس و تهیه‌کنندهٔ ایرانی است. او از سال ۱۳۷۵ فعالیت خود را در زمینه هنر آغاز کرد. ابتدا با بازیگری در چند نمایش و در ادامه تداوم فعالیت‌های خود وارد سینما شد. اسماعیلی که بیشتر آثارش در زمینه‌های اجتماعی قرار دارد، بیشتر به مسائل و روابط انسانی در جامعه توجه دارد و از آن‌ها به عنوان دغدغه خود یاد می‌کند.او اولین فیلم کوتاه حرفه‌ای خود را با نام قرار ملاقات در سال ۱۳۸۳ ساخت. اولین فیلم بلند داستانی او در سال ۱۳۸۸ ساخته شد. او علاوه بر فیلم‌سازی، چندین فیلم‌نامه نیز نوشته‌است.لازم به ذکر است ایشان با مجید اسماعیلی داور مسابقه عصر جدید تشابه اسمی دارد.

## فیلم‌شناسی

### کارگردانی مجموعه تلویزیونی
| نام سریال  | سال تولید | مدت     | شبکه              | توضیحات                                                            |
| ---------- | --------- | ------- | ----------------- | ------------------------------------------------------------------ |
| گیلدخت     | ۱۳۹۸–۱۴۰١ | ۶۰ قسمت | شبکه یک و آی فیلم | چهارمین سریال شبکه آی فیلم که به صورت همزمان با شبکه‌ یک پخش می‌شود. |
| استخوان‌سوز | ۱۴۰۳      | ۱۷ قسمت |                   | فیلم‌نت                                                             |

### کارگردانی فیلم بلند[۳]
| نام فیلم                   | سال تولید | مدت      | توضیحات        | جوایز و افتخارات |
| -------------------------- | --------- | -------- | -------------- | --- |
| نزدیکتر بیا                | ۱۳۸۸      | ۸۵ دقیقه | فیلم تلویزیونی | فیلم بلند تلوزیونی نزدیکتر بیا بهمن ماه سال ۸۸ از شبکه یک سیما پخش و به عنوان بهترین تله فیلم تلوزیونی با مخاطب بالا انتخاب شد. |
| کمی دورتر                  | ۱۳۸۹      | ۸۰ دقیقه | فیلم تلویزیونی | دریافت تندیس بهترین کارگردانی از نخستین جشنواره فیلم میلاد سرخ. دریافت تندیس بهترین فیلم از نخستین جشنواره فیلم میلاد سرخ. دریافت تندیس بهترین بازیگر نقش اول زن از نخستین جشنواره بین‌المللی فیلم کیش. دریافت تندیس بهترین فیلم دینی از نخستین جشنواره فیلم‌های جام جم. دریافت تندیس بهترین فیلم از نگاه امید از نخستین جشنواره فیلم‌های جام جم. دریافت تندیس بهترین فیلمبرداری از نخستین جشنواره فیلم‌های جام جم. دریافت دیپلم افتخار بهترین کارگردانی از ششمین جشنواره فیلم رضوی. |
| خشت بهشت                   | ۱۳۹۰      | ۸۵ دقیقه | بلند داستانی   | کاندیدای بهترین فیلم از بیست و پنجمین جشنواره بین‌المللی فیلم‌های کودک و نوجوان اصفهان. کاندیدای بهترین کارگردانی از بیست و پنجمین جشنواره بین‌المللی فیلم‌های کودک و نوجوان اصفهان. کاندیدای بهترین فیلمنامه از بیست و پنجمین جشنواره بین‌المللی فیلم‌های کودک و نوجوان اصفهان. دیپلم افتخار بهترین بازیگر کودک از بیست و پنجمین جشنواره بین‌المللی فیلم‌های کودک و نوجوان اصفهان. |
| خدا جیرجیرکها را دوست دارد | ۱۳۹۰      | ۸۵ دقیقه | فیلم تلویزیونی | دریافت تندیس بهترین فیلمِ کودکِ دهه ۸۰ از نخستین جشنواره بین‌المللی فیلم یاس. دریافت تندیس بهترین فیلمِ بلند سینمایی از نخستین جشنواره فیلم شاپرکهای شهر (ایران، ترکیه) کاندیدای بهترین بازیگرِ کودک از بیست و پنجمین جشنواره بین‌المللی فیلم‌های کودک و نوجوان اصفهان. |
| رقص روی یخ                 | ۱۳۹۰      | ۸۰ دقیقه | فیلم تلویزیونی | دریافت تندیس بهترین فیلمنامه از نخستین جشنواره فیلم چهل چراغ. دریافت تندیس بهترین بازیگرِ نقشِ اول مرد از نخستین جشنواره فیلم چهل چراغ. دریافت دیپلم افتخار بهترین صداگذاری از نخستین جشنواره فیلم چهل چراغ. کاندیدای بهترین فیلم و بهترین کارگردانی از نخستین جشنواره فیلم چهل چراغ. کاندیدایِ بهترین بازیگر، بهترین موسیقی و بهترین تیتراژ از جشنواره فیلم‌های جامِ جم. |
| ماهی سیاه کوچولو           | ۱۳۹۳      |          | بلند داستانی   | |
| گمیچی (فیلم)               | ۱۳۹۴      | ۸۰ دقیقه | سینمایی        | دریافت تندیس بین‌المللی سیفژ. دریافت پروانه زرین بهترین کارگردانیِ بخش بین‌الملل از بیست و نهمین جشنواره بین‌المللی فیلم‌های نوجوان. دریافت پروانه زرین بهترین فیلمِ بخش بین‌الملل از بیست و نهمین جشنواره بین‌المللی فیلم‌های نوجوان. دریافت پروانه زرین بهترین بازیگر از بیست و نهمین جشنواره بین‌المللی فیلم‌های نوجوان. دریافت غزال زرین بهترین کارگردانی از پنجمین جشنواره بین‌المللی فیلم سبز. دریافت تندیس بهترین فیلمبرداری از نوزدهمین جشنواره بین‌المللی فیلم بروکلین ۲۰۱۶ کاندیدای بهترین فیلم و بهترین کارگردانی از نخستین جشنواره فیلم سلامت. دریافت تندیس یاس زرینِ بهترین کارگردانیِ بخشِ بین‌الملل از چهارمین جشنواره بین‌المللیِ فیلم یاس. دریافت تندیس یاس زرینِ بهترین صدابرداری از چهارمین جشنواره بین‌المللیِ فیلم یاس. دریافت تندیس یاس زرینِ بهترین صداگذاری از چهارمین جشنواره بین‌المللیِ فیلم یاس. دریافت تندیس یاس زرینِ بهترین بازیگرِ نقشِ اولِ مرد از چهارمین جشنواره بین‌المللیِ فیلم یاس. دریافت تندیسِ ویژهٔ آیفیک بهترین فیلم از چهارمین جشنواره بین‌المللیِ فیلم یاس. کاندیدای بهترین فیلمِ بخشِ بین‌الملل از چهارمین جشنواره بین‌المللیِ فیلمِ یاس کاندیدای بهترین فیلمنامه بخشِ بین‌الملل از چهارمین جشنواره بین‌المللیِ فیلمِ یاس کاندیدای بهترین کارگردانی از چهارمین جشنواره بین‌المللیِ فیلمِ یاس کاندیدای بهترین فیلمنامه از چهارمین جشنواره بین‌المللیِ فیلمِ یاس کاندیدای بهترین فیلم از چهارمین جشنواره بین‌المللیِ فیلمِ یاس کاندیدای بهترین فیلمبرداری از چهارمین جشنواره بین‌المللیِ فیلمِ یاس کاندیدای بهترین موسیقی از چهارمین جشنواره بین‌المللیِ فیلمِ یاس کاندیدای بهترین طراحیِ صحنه و لباس از چهارمین جشنواره بین‌المللیِ فیلمِ یاس کاندیدایِ بهترین عکس از چهارمین جشنواره بین‌المللیِ فیلمِ یاس. دریافت تندیس بهترین کارگردانی از سومین دورهٔ جشنواره بین‌المللیِ مثلثِ طلاییِ هند ۲۰۱۷ دریافت تندیس بهترین بازیگریِ نقشِ اولِ مرد از سومین دورهٔ جشنواره بین‌المللیِ مثلثِ طلاییِ هند ۲۰۱۷ دریافت تندیس بهترین فیلم از بیست یکمین جشنواره بین‌المللی فیلم اوانکاه پرتغال ۲۰۱۷ دریافت تندیس بهترین فیلمبرداری از بیست یکمین جشنواره بین‌المللی فیلم اوانکاه پرتغال ۲۰۱۷ دریافت تندیس بهترین دستاورد هنری از جشنوارهٔ بین‌المللیِ " لوکاس " آلمان ۲۰۱۷ دریافت تندیس بهترین کارگردانی از جشنواره بین‌المللیِ لبخند دهلی نو هند ۲۰۱۷ حضور در بخش مسابقه فستیوال بین‌المللی فیلم خارکف در کشور اکراین سبتامبر ۲۱۰۷ حضور در بخش مسابقه فستیوال بین‌المللی فیلم خروس طلایی و صد گل کشور چین سبتامبر ۲۰۱۷ |
| جاده                       | ۱۳۹۵      | ۷۰ دقیقه | بلند داستانی   | حضور در بخش مسابقهٔ فیلم‌های ویدئویی ششمین جشنواره بین‌المللی فیلم شهر کاندیدای بهترین کارگردانی در بخش مسابقهٔ فیلم‌های ویدئویی ششمین جشنواره بین‌المللی فیلم شهر کاندیدای بهترین دست‌آورد فنی، هنری برای فیلمبرداری در بخش مسابقهٔ فیلم‌های ویدئویی ششمینجشنواره بین‌المللی فیلم شهر |

کارگردانی فیلم کوتاه
| نام          | سال ساخت | نویسنده                     | کارگردان      | تهیه‌کننده     | مدت      | توضیحات | جوایز و افتخارات |
| ------------ | -------- | --------------------------- | ------------- | ------------- | -------- | ------- | --- |
| قرار ملاقات  | ۱۳۸۳     | مجید اسماعیلی               | مجید اسماعیلی | مجید اسماعیلی | ۶ دقیقه  |         | دریافت تندیس بهترین کارگردانی از نخستین جشنواره بین‌المللی فیلم شهر                                                              |
| زندگی زیباست | ۱۳۸۸     | مجید اسماعیلی               | مجید اسماعیلی | مجید اسماعیلی | ۱۰ دقیقه |         | |
| تلخ(فیلم)    | ۱۳۹۶     | مجید اسماعیلی امیرمحمد عبدی | مجید اسماعیلی | عباس روزی طلب | ۲۰ دقیقه |         | دریافت تندیس بهترین کارگردانی از جشنواره بین‌المللی فیلم شهر دریافت تندیس بهترین کارگردانی از جشنواره ملی فیلم کوتاه تدبیر زندگی |

کارگردانی مستند
| نام                    | سال ساخت | نویسنده       | کارگردان      | تهیه‌کننده    | مدت      | توضیحات                  | جوایز و افتخارات |
| ---------------------- | -------- | ------------- | ------------- | ------------ | -------- | ------------------------ | --- |
| مسجد آبی               | ۱۳۹۴     | مجید اسماعیلی | مجید اسماعیلی | علی حسنی     | ۹۰ دقیقه | مستند ۲ قسمت ۴۵ دقیقه ای | |
| کتاب فرانکفورت         | ۱۳۹۴     | مجید اسماعیلی | مجید اسماعیلی | علی حسنی     | ۴۰ دقیقه | مستند                    | |
| راه/آب/خاک/قاصدک/نشانی | ۱۳۹۰     | مجید اسماعیلی | مجید اسماعیلی | جواد قلی‌زاده | ۵۰ دقیقه | مستند ۵قسمت ۱۰ دقیقه ای  | دریافت تندیسِ بهترین کارگردانی از جشنواره بین‌المللی مستند حقیقت. دریافت تندیسِ بهترین فیلم از نخستین جشنواره فیلم ققنوس. دریافت تندیسِ بهترین کارگردانی از نخستین جشنواره فیلم ققنوس. دریافت تندیسِ بهترین فیلمبرداری از نخستین جشنواره فیلم ققنوس. |

## فیلم‌نامه‌نویسی
فیلمنامه‌ها
| نام                             | سال ساخت | نویسنده مشترک               | توضیحات                       | کارگردان           | جوایزو افتخارات |
| ------------------------------- | -------- | --------------------------- | ----------------------------- | ------------------ | --- |
| خدا جیرجیرکها را دوست دارد      | ۱۳۹۰     | مجید اسماعیلی               | بلند داستانی                  | مجید اسماعیلی      | |
| گمیچی (فیلم)                    | ۱۳۹۳     | مجید اسماعیلی امیرمحمد عبدی | بلند داستانی                  | مجید اسماعیلی      | کاندیدای بهترین فیلمنامه بخشِ بین‌الملل از چهارمین جشنواره بین‌المللیِ فیلمِ یاس کاندیدای بهترین فیلمنامه از چهارمین جشنواره بین‌المللیِ فیلمِ یاس                                                               |
| اجباری                          | ۱۳۹۵     | مجید اسماعیلی امیرمحمد عبدی | بلند داستانی                  | حمید رضا رفایی     | کاندیدای بهترین فیلمنامه در بخش مسابقهٔ فیلم‌های ویدئویی ششمین جشنواره بین‌المللی فیلم شهر |
| دوباره زندگی (فیلم ۱۳۹۶)        | ۱۳۹۵     | مجید اسماعیلی امیرمحمد عبدی | بلند داستانی                  | رضا فهیمی          | |
| نوری (اپیزود)                   | ۱۳۹۵     | مجید اسماعیلی امیرمحمد عبدی | بلند داستانی (سریال چرخ وفلک) | عزیزالله حمید نژاد | |
| جاده                            | ۱۳۹۵     | مجید اسماعیلی امیرمحمد عبدی | بلند داستانی                  | مجید اسماعیلی      | کاندیدای بهترین کارگردانی در بخش مسابقهٔ فیلم‌های ویدئویی ششمین جشنواره بین‌المللی فیلم شهر کاندیدای بهترین دست‌آورد فنی، هنری برای فیلمبرداری در بخش مسابقهٔ فیلم‌های ویدئویی ششمینجشنواره بین‌المللی فیلم شهر |
| تلخ(فیلم)                       | ۱۳۹۵     | مجید اسماعیلی امیرمحمد عبدی | کوتاه داستانی                 | مجید اسماعیلی      | |
| محکومین (مجموعه تلویزیونی ۱۳۹۶) | ۱۳۹۶     | مجید اسماعیلی امیرمحمد عبدی | سریال داستانی                 | سید جمال سید حاتمی | |

## تهیه‌کنندگی
| نام                        | سال ساخت | کارگردان       | توضیحات و جوایز |
| -------------------------- | -------- | -------------- | --- |
| خدا جیرجیرکها را دوست دارد | ۱۳۹۰     | مجید اسماعیلی  | دریافت تندیس بهترین فیلمِ کودکِ دهه ۸۰ از نخستین جشنواره بین‌المللی فیلم یاس. دریافت تندیس بهترین فیلمِ بلند سینمایی از نخستین جشنواره فیلم شاپرکهای شهر (ایران، ترکیه) کاندیدای بهترین بازیگرِ کودک از بیست و پنجمین جشنواره بین‌المللی فیلم‌های کودک و نوجوان اصفهان. |
| رقص روی یخ (فیلم)          | ۱۳۹۰     | مجید اسماعیلی  | دریافت تندیس بهترین فیلمنامه از نخستین جشنواره فیلم چهل چراغ. دریافت تندیس بهترین بازیگرِ نقشِ اول مرد از نخستین جشنواره فیلم چهل چراغ. دریافت دیپلم افتخار بهترین صداگذاری از نخستین جشنواره فیلم چهل چراغ. کاندیدای بهترین فیلم و بهترین کارگردانی از نخستین جشنواره فیلم چهل چراغ. کاندیدایِ بهترین بازیگر، بهترین موسیقی و بهترین تیتراژ از جشنواره فیلم‌های جامِ جم. |
| صداپای باران               | ۱۳۹۱     | محمد حمزه ای   | |
| اوقات مشترک آن‌ها           | ۱۳۹۱     | سید جمال حاتمی | دریافت تندیسِ بهترین فیلمِ بلند داستانیِ بخش بین‌الملل از چهل و سومین جشنواره بین‌المللی فیلم رشد. دریافت یاسِ زرینِ بهترین بازیگرِ نقش اولِ مرد از سومین جشنواره بین‌المللیِ فیلمِ یاس. دریافت یاسِ زرینِ بهترین پوستر از سومین جشنواره بین‌المللیِ فیلمِ یاس کاندیدایِ بهترین فیلمنامه از سومین جشنواره بین‌المللیِ فیلمِ یاس                                                           |